# 海部洋
海部 洋（かいふ ひろし、1980年3月7日 - ）は、日本の経営者・音楽家。ロックバンドALBATROSS（アルバトロス）のヴォーカリストを務める。STUDIO DETAILS（スタジオディテイルズ）創業者で、2022年末まで同社の代表取締役兼クリエイティブディレクターを務めた。

## 経歴
高校卒業後、約10年間音楽活動に専念した。年間150本ものライブを行う中で、バンドグッズの制作・販売を手掛けたことがデザインとの出会いとなる。インディーズでCDをリリースした際には、ジャケットのデザインも自身で制作するなどしていた。当時組んでいたバンドはALBATROSSで、30歳を前に解散するまで精力的に活動。その後、自身の会社売却を経て、40代になり再びALBATROSSとして音楽活動を再開。
音楽活動と並行して、知人の紹介などから少しずつウェブサイトやECサイトの制作といったデザインの仕事を受ける。美大や専門学校での専門的な教育を受けていなかったものの、独学でデザインの知識とスキルを習得していった。30歳を迎える頃、音楽活動に区切りをつけ、高校時代からの友人である服部友厚と共に2009年1月に株式会社STUDIO DETAILSを設立した。当初は顧客もいない状態から、地元の企業を中心にウェブサイト制作やグラフィックデザインなどの事業を地道に務め2022年末まで代表取締役兼クリエイティブ・ディレクターを務めた。2019年12月に共同創業した株式会社BOLDでは、引き続き事業開発やコンサルティングなどの分野で活動している。

### STUDIO DETAILSに関して
STUDIO DETAILSは、「“いいもの“を丁寧に作る」をミッションに掲げ、企業の広告活動や商品開発などのクリエイティブ部門と、ウェブシステムやアプリ開発などの実装・開発部門を両軸として事業を展開してきた。その中で、海部洋は代表取締役兼クリエイティブディレクターとして、その経営とクリエイティブの方向性を牽引した。
顧客としては、バーミキュラやリンナイ等の企業のクリエイティブを包括的に担当し、ブランディングからキービジュアル、ウェブサイト、パッケージ、カタログなどの制作まで一貫して手掛けている。
海部洋のリーダーシップの下、STUDIO DETAILSは数々のデザインアワードを受賞しており、2011年と2012年にはグッドデザイン賞、2012年度と2013年度にはFCC賞をクリエイティブディレクターとして受賞。その他、D&AD in book、One Show Merit、FWA、AWWWARDS、CSS Winner、CSSDA、Cannes Lions、The Webby Awardsなど、国内外で80以上ものデザインアワードを獲得している。
2013年 京都大学発のアプリ開発会社であるX.1（エックスポイントワン）と資本業務提携を行い、取締役に就任。これにより、ウェブデザインやグラフィックデザインに加え、アプリケーション開発にも対応できる体制を構築。
2017年 ソフトバンクの社内起業プログラムであるSoftBank innoventureに参画し、シェアサイクリングプラットフォーム事業の立ち上げに携わり、取締役兼クリエイティブディレクターとしてブランディングやサービス開発を推進した。この事業はOpenStreetとして設立され、STUDIO DETAILSも株主として参画している。
STUDIO DETAILSは名古屋に本社を構え、2017年5月には東京オフィスを開設。2018年には京都にも拠点を設け、事業を拡大していった。2019年には名古屋オフィスを増床した。
2021年には、グッドパッチがSTUDIO DETAILSの株式を100%取得し、完全子会社化。このグループ参画後も、海部洋は引き続き代表取締役社長として経営を推進した。
2022年、STUDIO DETAILSは新たな経営体制を発表。海部洋は2022年12月31日をもって代表取締役社長を退任し、2023年1月1日付で顧問に就任した。後任の代表取締役社長には、同社で取締役を務めてきた難波謙太が就任している。

## 受賞歴
STUDIO DETAILSとして海部洋が代表を務めていた期間に獲得した主な受賞歴は以下の通りである。
| 年    | 賞名                       | プロジェクト/作品                                 |
| 2011  | グッドデザイン賞           |                                                   |
| 2012  | グッドデザイン賞           |                                                   |
| FCC賞 |                            |                                                   |
| 2013  |                            |                                                   |
|       | D&AD in book               |                                                   |
|       | One Show Merit             |                                                   |
|       | FWA                        |                                                   |
|       | AWWWARDS                   |                                                   |
|       | CSS Winner                 |                                                   |
|       | CSSDA                      |                                                   |
|       | Cannes Lions               | POCKY THE GIFTCANNES LIONS 2020/2021-DESIGN LIONS |
| 2021  | グッドデザイン賞           | 浴室暖房乾燥機用リモコン                          |
|       | AICHI AD AWARDS 2021       | [L'unique]、日本の農業を元気に。                  |
|       | The Webby Awards           | KITAMURA MAKURA（2017年・Web、グラフィック）他    |
|       | 日本パッケージデザイン大賞 |                                                   |
|       | The One Show               |                                                   |

他多数（80以上）